# Charles Wellington Boyle

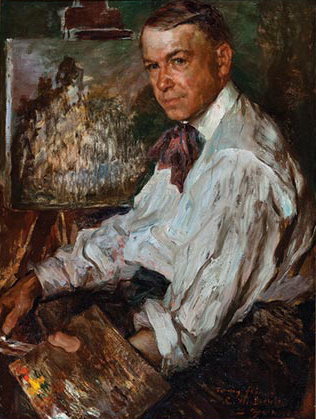
The Artist. Charles Wellington Boyle, 1916, von Luis Graner

Charles Wellington Boyle, auch Charles Washington Boyle (* 9. März 1861 in Lewisburg, Louisiana; † 9. Februar 1925 in New Orleans) war ein US-amerikanischer Maler, Kunstlehrer sowie Kustos und Leiter des Delgado Museum of Art.

## Leben
Charles Wellington Boyle wurde 1861 als Sohn von J. F. Boyle und Bertha F. Fortich in Lewisburg (nach einigen Quellen auch New Orleans) geboren. Er erhielt seine künstlerische Ausbildung an der New York School of Art und der Art Students League of New York, wo er ein Schüler der Maler Robert Henri und Frank Vincent DuMond war.
In New Orleans wurde Boyle von Paul Poincy und Andres Molinary unterrichtet. Zusammen gründeten sie dort 1880 die Künstlergruppe Southern Art Union und fünf Jahre später die Artists' Association of New Orleans. Im Rahmen dieser Organisation stellte Boyle regelmäßig seine Werke aus und unterrichtete einige Jahre lang Elementarklassen. Er lehrte außerdem Kunst am Ruston College und in New Orleans am Louisiana Valence Institute (1892), an der Ferrels School for Boys und am Home Institute (1900–1908; 1910–1912).
Boyle hatte ein Haus in Mandeville, Louisiana, das häufig als Künstlertreffpunkt diente und dessen Umgebung Inspiration für einige seiner Bilder wie Cypress Studded Coastline war.
1911 wurde Boyle erster Kurator des neu gegründeten Delgado Museum of Art (später umbenannt in New Orleans Museum of Art). Von 1922 bis zu seinem Tod 1925 leitete er das Museum.

## Werk

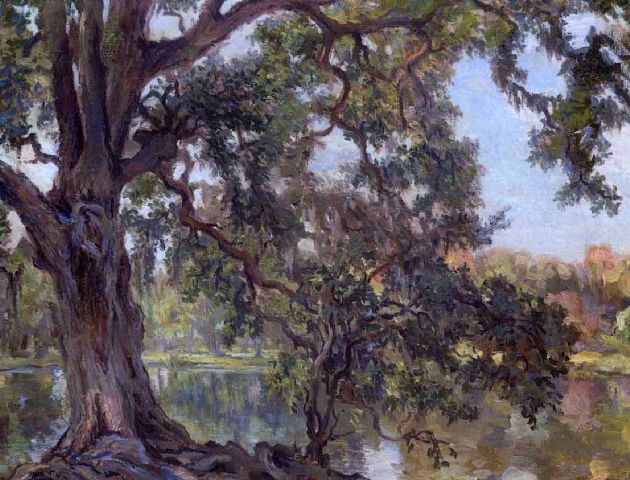
Louisiana Live Oak, City Park, New Orleans, Louisiana

Boyle wirkte hauptsächlich als Kunstlehrer. Er war aber auch ein Landschafts-, Porträt- und Genremaler sowie Restaurator. Er kann als Vertreter des frühen Impressionismus in Louisiana eingeordnet werden. Seine Werke, vor allem Ölbilder, signierte er ggf. mit C. W. Boyle.
Werke (Auswahl)
- Rice Girls, 1893, 20 × 30 inch, Öl auf Leinwand, signiert
- Lewisburg, Louisiana, 1899, The Historic New Orleans Collection[3]
- Acadian Homes Weeks Island, Louisiana, 1906, 14 × 9 inch, Öl auf Leinwand, signiert
- Lakeshore near Mandeville, 10 × 17 inch, signiert, Collection of W. E. Groves
- Louisiana Winter, 11,25 × 17,5 inch, signiert, Collection of W. E. Groves
- Haystacks, 18 × 25,5 inch, signiert, Collection of W. E. Groves
- Live Oak on Water's Edge, 12 × 20 inch, signiert, Collection of W. E. Groves
- Cypress Studded Coastline, 12 × 20 inch, Öl auf Leinwand
- Louisiana Live Oak, City Park, New Orleans, Louisiana. 22,5 × 29 inch, Öl auf Leinwand

## Ausstellungen
- 1883: Lilienthal's, New Orleans
- 1885: Ellis's Store
- 1885/1886: American Exposition

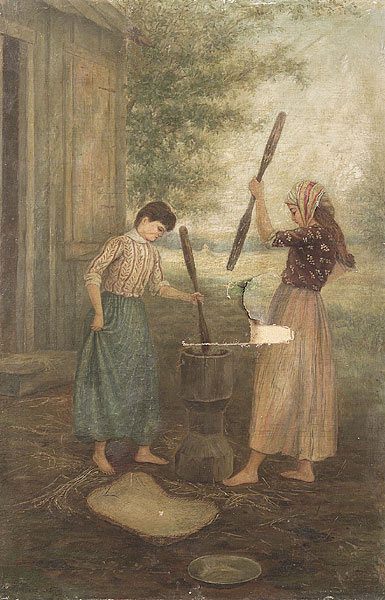
Rice Girls (1893)

- 1886/1887, 1889–1892, 1894, 1899, 1901–1903: Artists' Association of New Orleans
- 1890: Five or More Club, Newcomb College
- 1891: Amateur Art League
- 1902: G. Moses & Son
- 1904, 1910/1911: Art Association of New Orleans
- 1905: National Association of Newspaper Artists, Hotel Bruno
- 1905/1906: Home Institute
- 1905: Newcomb College
- 1907: Farish's art Store
- 1919: Delgado Museum of Art